# Joaquina Lapinha
Joaquina Lapinha, död efter 1811, var en brasiliansk operasångare.
Hon tillhörde klassen av fria färgade i Brasilien och föddes fri som dotter till den fria färgade Maria da Lapa. 
Hon var uppenbart verksam vid Casa da Ópera de Vila Rica i staden Vila Rica i Minas Gerais, det äldsta operahuset i Amerika, som drevs av João de Souza Lisboa 1770-1822. Formellt sett förbjöds kvinnor att uppträda på scen i Portugal och därmed i Portugisiska Brasilien 1774, men i praktiken tillämpades förbudet enbart i huvudstaden Lissabon, och flera kvinnor nämns som anställda vid operahuset vid samma tid, bland dem Violanta Mônica da Cruz (1754-1804) och  Francisca Luciana. Joaquina Lapinha engagerades år 1786 för att uppträda när Rio de Janeiro anordnade offentliga festligheter för att fira ett bröllop i kungafamiljen. 
År 1791 ansökte hon om pass att resa till Portugal. Hon turnerade sedan runt i Portugal med framgång till 1795. Hon var den första afro-amerikanska kvinna som uppträtt i Europa. Hennes första uppträdande ska ha ägt rum i Oporto. I själva huvudstaden Lissabon rådde vid denna tid ett förbud för kvinnor att uppträda på scen, ett förbud som hade införts sedan avskedet av Anna Zamperini 1774. År 1793 återinvigdes emellertid Teatro Nacional de São Carlos, som förstördes i jordbävningen 1755, och det fanns en stark opinion att upphäva förbudet. Drottning Maria I:s prinseregent upphävde därför förbudet och 1795 anställdes tre kvinnor vid kungliga operan: Mariana Albani, Luisa Gerbini och Joaquina Lapinha. 
Hennes förmåga fick stort bifall, men det nämns att hon var tvungen att täcka över sin mörka hud med smink då hon uppträdde. Hon beskrivs av en svensk resenär i Portugal, Carl Israel Ruders, som också är den enda samtida kommentatorn som noterade att hon inte var vit. Han beskrev Albani som en obetydlig artist som var populär främst på grund av publikens förtjusning över att återigen se kvinnor på scenen, medan Luisa Gerbini, som ursprungligen varit violinist och uppträtt som sådan på teatern innan hon engagerades som skådespelare, beskrivs som en självsäker sångare med klar, stark och behaglig röst, om än med kyligt skådespeleri. Han ansåg däremot att Joaquina Lapinha var en överlägsen sångare och skådespelare, och att det mindre "fel" hennes hudfärg ansågs vara lätt löstes genom smink: 
"Den tredje aktrisen är Joaquina Lapinha. Född i Brasilien och mulatt, är hon mycket mörk. Det mindre besvär hennes hudfärg orsakar är lätt åtgärdat med smink. Förutom det är hon en imponerande artist, med mycket dramatisk känsla".
Hon hade en framgångsrik karriär vid Teatro Nacional de São Carlos i tio år och återvände till Brasilien 1805. Hon engagerades där vid Manuel Luis Ferreiras operasällskap i Rio de Janeiro och uppträdde med framgång i flera år till. Hon nämns år 1811, då den portugisiska kungafamiljen hade flytt till Brasilien och hon engagerades att uppträda inför prinsregenten.